# Raków
Raków es una población de Polonia, en los alrededores del powiat de Kielce.
Fue uno de los principales asentamientos de los socinianos. Aquí fundaron su Gymnasium Bonarum Artium, Akademia Rakowska en polaco moderno, lugar de formación de los Hermanos polacos y donde en 1605 se realizó la edición de su Catecismo Racoviano. Expulsados en 1643, emigraron al Principado de Transilvania.